# Werner Aisslinger
Werner Aisslinger (Nördlingen, 1964) è un designer tedesco.